# Kitcha
Le kitcha (en tigrigna : ቅጫ, en amharique : ቂጣ) (en oromo : maxinoo) est un pain sans levain relativement fin, typique de la cuisine éthiopienne et érythréenne. Il est généralement préparé avec de la farine de blé, de l'eau et du sel. Ce pain kitcha est cuit dans une poêle chaude en forme libre jusqu'à ce qu'un côté soit cuit. Il est ensuite récupéré et cuit de l'autre côté. On voit souvent une légère brûlure de chaque côté. Le kitcha est le plus souvent consommé dans un plat appelé fit-fit. Le kitcha est souvent servi avec du yogourt ou du fromage blanc afin d'équilibrer la chaleur des épices.

## Ingrédients et préparation
Le kitcha est concocté en mêlant de la farine de blé avec de l’eau afin de former une pâte, qui est ensuite étalée en fines feuilles de forme ronde, cuites sur une poêle sèche jusqu’à ce qu’elles atteignent leur durcissement. Les feuilles cuites sont, à l'étape suivante, brisées en morceaux ou émiettées afin de former des morceaux de pain croquants. Le kitcha prend la forme de la poêle dans laquelle il est cuisiné. Les morceaux sont alors mélangés à une sauce à base d’huile de moutarde, garnie d'épices, de piments rouges séchés ainsi que d’autres ingrédients, comme l'ail et les oignons. 